# Az állatgyógyászati gyógyszerészet története

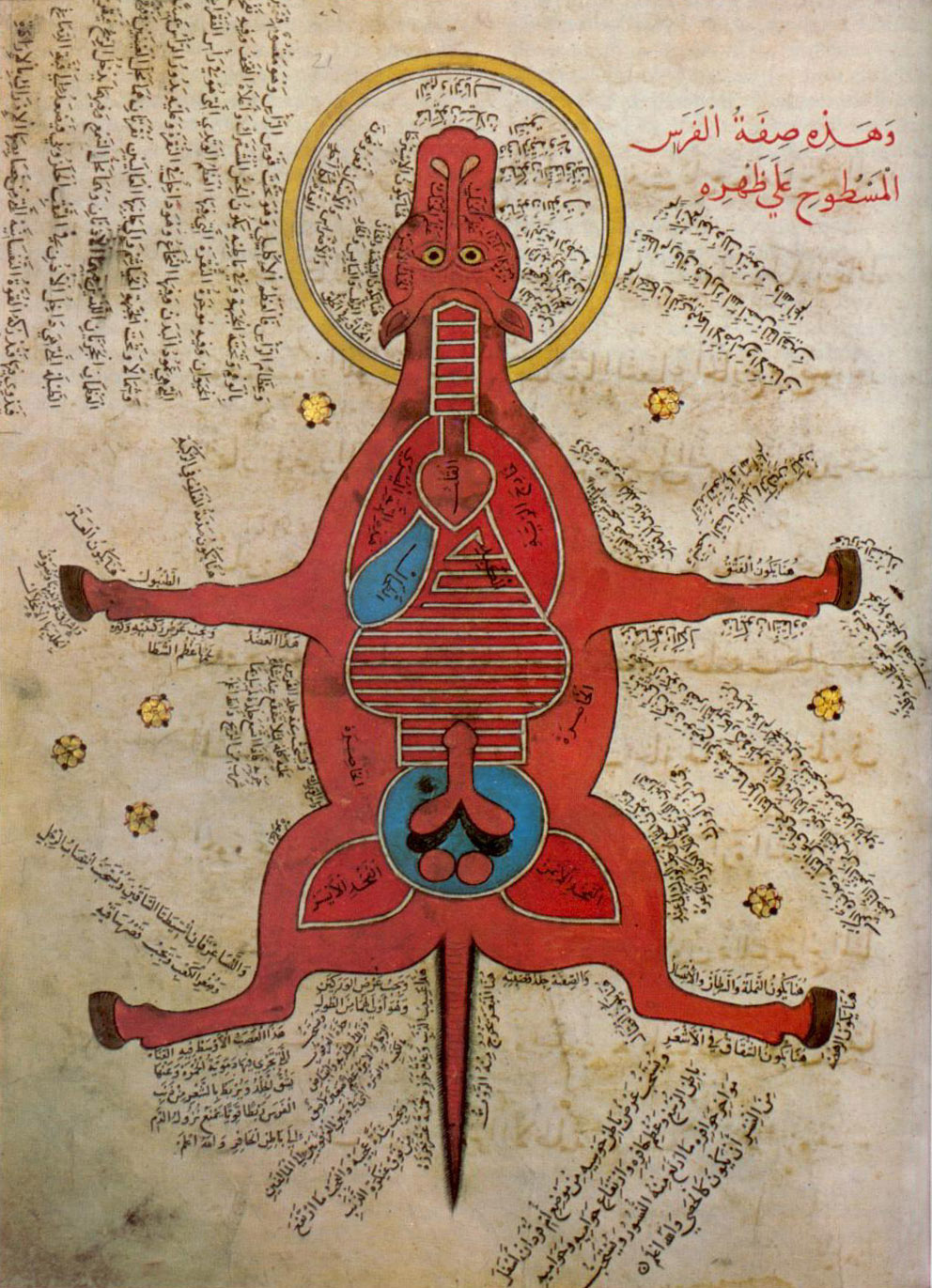
A ló anatómiája egy 15. századi egyiptomi iraton

A ló anatómiája

A gyógyszerészet mérföldköveinek történetét befolyásoló tényezők megmagyarázzák, hogy az állatgyógyászati gyógyszerészet az évek során hogyan fejlődött napjainkig. Milyen tényezők vezettek azokhoz a változásokhoz, amelyek megengedték azt, hogy napjainkban az állatgyógyászati gyógyszerészet elfoglalja helyét a gyakorlati gyógyszerészetben. Történelem előtti időkben az emberek semmit nem tudtak a betegségek okairól, még a legegyszerűbb sebészi beavatkozásról a sebellátásról sem.
Valószínűleg a kutya háziasításával egyidős az állatorvoslás kezdete. A kutya a farkas háziasításával (domesztikációjával) jött létre, amint azt mitokondriális DNS-adatok is bizonyítják. A háziasítás kezdetének időpontját tudományos viták övezik, de általában 10 000–100 000 évvel ezelőttre teszik, azonban a háziasítás kezdeteiről semmilyen dokumentum nem maradt fent, ezért csak feltételezésekre hagyatkozhatunk. A németországi Oberkassel környékén feltártak egy hozzávetőleg 33 ezeréves kutya állkapcsot, amely a legkorábbi ismert háziasított állat maradványa lehet, illetve Szibériában egy koponyát. A két lelet azt a feltételezést támasztja alá, hogy a domesztikáció egyszerre több helyen ment végbe.
A történelmi ismeretek mérföldkövei mentén haladva lehetünk képesek igazán megérteni a modern, mindennapi gyógyítást, gyógyszerészetet, állatorvoslást, így például hogyan képesek a sebészek végrehajtani a legtöbb komplex és bravúros operációt. Így tudjuk igazán összehasonlítani az ókor és napjaink között eltelt időszakot, miközben annyira ellentétben áll, különbözik egymástól. Mérföldköveket találunk az állatgyógyászati gyógyszerészet kialakulásának történetében, amelyek mellett megállás nélkül el lehet haladni, de érdemes meg-meg állni, mert minden egyes múltbeli történés megmagyarázza azt a csodát, ami napjaink gyógyításában történik.

## Állatgyógyászati gyógyszerészet fogalma
Az állatgyógyászati gyógyszerészet (angol: veterinary pharmacy; latin: ad usum Veterinariae/ állatgyógyászati célra) a beteg állatok állatgyógyászati készítményekkel történő ellátására irányuló egészségügyi szolgáltató tevékenység. Az állatgyógyászati készítmények készítésének, elosztásának tudománya, művészete, és az alkalmazásával összefüggő szakmai információnak a beteg állatot gondozó lakosság részére történő átadása. Ez a szakmai információ tartalmazza a recepten rendelt állatgyógyászati készítmény beszerzését, raktározását, elkészítését, elosztását, kiválasztását, az állatgyógyászati készítmény felhasználásának monitorozását, valamint kognitív szolgáltatások nyújtása az állat gondozójának állatgyógyászati készítmény és gyógyászati segédeszközök használatával kapcsolatban.

## Ókor (Kr. e. 4500 – Kr. u. 476)

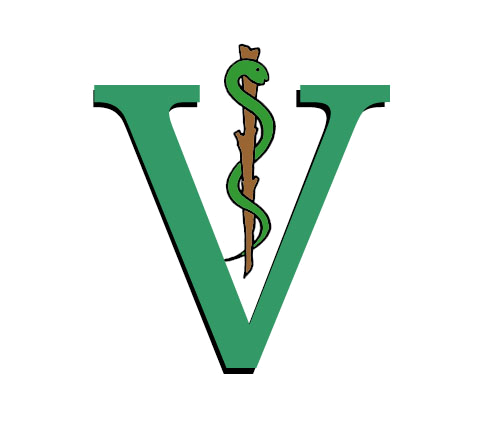
Állatgyógyászat szimbóluma

Az agrárkultúra kialakulás a Kr. e. 9000 évvel kezdődött, Kr. e. 4400-ban a ló háziasítása is megtörténik, ami két rendkívül fontos következménnyel járt. Az egyik a világ felfedezése, a kereskedelem kialakulásával beindul, mert a közlekedés megoldódik. A másik a vízgazdálkodás kialakulása, az öntözéses technológia segítségével a gabonafélék elterjedéséhez vezetett. A mezőgazdaság kezdeménye kialakul, ami a domesztikációt segttette elő. Az ősi civilizációkban, 5000 évvel ezelőtt is különleges helyet foglaltak el az állatok pl.: Mezopotámiában, Egyiptomban, Görögországban, Rómában az ókori társadalmak mindennapjaiban. Az állatok fontos szerepet játszottak a vallás, a mitológia, a kereskedelem, a mezőgazdaság, az élelmezés terén. Ezzel együtt természetesen megjelentek a haszonállatok, hobbiállatok betegségei és ezek gyógyításához értő orvok is.

### Egyiptom
Az ókori egyiptomi művészeti alkotásokon látható, amint a „szakember” bemutatja, hogy hogyan kell vizsgálni a szarvasmarhák és kutyák egészségi állapotát. A két legkorábbi papirusz a Kahun és a Gardiner töredék (kb. Kr. e. 2000-ből), amely a nők, gyerekek és a marhák betegségeivel foglalkozik. A Szahmet papok fő működési területe a sebészetet, járványokat és állatgyógyászatot ölelte fel.

#### Kahuni állatorvosi papirusz
A Kahuni állatorvosi papiruszt Flinders Petrie fedezte fel 1889-ben, több más ókori egyiptomi papirusszal együtt. Ma Londonban található. A Kahuni papirusz nőgyógyászati–szülészeti „szakkönyv”, Kr. e. 2100–1900 k., A Középbirodalomból származik, Flinders Petrie angol régész találta El Lahunban, (régies nevén Kahun). A XII.–XIII. dinasztia korából származó, szinte érintetlen város feltárása során. Petrie rengeteg papiruszt talált, többek közt az egyetlen ismert óegyiptomi „állatgyógyászati” Papiruszt (madár, hal, kutya, marha). University College, London.
Kr. e. 1900-ban fedezték fel Egyiptomban Hammurapi Törvényeiben találták meg a Kahun Veterinary Papyrus-t, ami Babilonban alkalmazott állatgyógyászati recepteket dokumentált, ezeket később Hippocrates és Aristoteles is lejegyzett.

### Kína
I. e. 2500-ból történészek kutatásaik során állat betegségekkel kapcsolatos dokumentumokat lovak, ökrök, és bivalyokkal kapcsolatban.

### India
4000 éves indiai műalkotásokon férfiakat láttatnak, amint lovakat és elefántokat ápolnak, gondoznak.

### Varro a görög filozófus és állatorvos
Varro lovak és madarak betegségeit tanulmányozta, és instrukciókat ad a kezelésre és prognosztizálja a betegség lefolyását.

### Róma Veterinarius terminus technicus
A rómaiak használták először a „veterinarius” szót állatok gyógyításával kapcsolatban.

## Középkor (Kr. u. 476 – Kr. u. 1492)

### Róma
Kr. u. 450, Vegetius laikusként írt egy cikksorozatot Könyvek címmel az állatorvoslásról. Ezeket a műveket végül átültették könyv formájában 1528-ban, ez lett az első nyomtatott könyv az állatgyógyászatban. 
Kr. u. 500-ban megjelenik az első Állatorvoslás című szakkönyv, ezután 1000 évig nem írnak ehhez hasonlót.

## Kora újkor (Kr. u. 1492 – Kr. u. 1789)

### Itália

#### 1528
Kr. u. 1528. Kr. u. 450-ben Vegetius laikusként írt egy cikksorozatot Könyvek címmel az állatorvoslásról. Ezeket a műveket végül átültették könyv formájában 1528-ban, ez lett az első nyomtatott könyv az állatgyógyászatban.

#### Laurence Rusius: Hippiatria
A 14. században Laurence Rusius írta a Hippiatria című kiadványt. 1530-tól a nyomtatott kiadás után széles körben elterjedt. 

#### Carlo Ruini: Anatomia del Cavallo
Carlo Ruini, 1598-ban megírja a Ló anatómiája szakkönyvet, 1000 év telik el az első állatorvisi szakkönyv megjelenése óta.

### Anglia

#### Andrew Piton: A Ló anatómiája
Andrew Piton 1687-ben, A Ló anatómiája című könyvet.

### Franciaország

#### Első állatorvosi egyetem
- Claude Bourgelat 1762. február 13-án Lyonban (Franciaország) nyitotta meg, amit XV. Lajos alapított azzal a céllal, hogy megismerjék az állatállomány betegségeit és gyógyításának módszereit. Különösen a lóval kapcsolatos ismereteket oktatták magas szinten, mert a hadseregnek érdeke fűződött ehhez.
- Oktatott tantárgyak: anatómia, állattan, sebészet, botanika, gyógyszerészet, gyógyítás, állatgondozás és ápolás, állattartás.

#### Állatorvosi praxis elkezdődik a XIX.sz-ban
A XVIII. sz. vége: világszerte igényként jelentkezik az állatorvos-tudomány fejlesztése, a képzés megindítása (keleti marhavész)

### 1787. II. József
1787: II. József rendeletére megalapítják a Pesti Tudományegyetem Állatgyógyászati Tanszékét (Lyon és Bécs után harmadikként)

## Újkor (1789–1945)

### Anglia

#### Anglia első Állatorvosi Egyeteme
Frenxhman Benoit 1794-ben, Londonban alapítja.

#### Állatsebész (Veterinary Surgeon)
1796-ban használja ezt a terminus technicust először az Angol Hadsereg katonája, megkülönböztetve az emberi orvoslásban praktizáló katonai sebésztől. (Britissh Army Boards General Officers.)

### Magyarország

#### 1792. Tolnay Sándor
1792: Tolnay Sándor megalkotja az első állategészségügyi szabályzatot (az élelmiszer-higiénés alapelvek máig érvényesek)

#### 1867
1867: a Kiegyezés után „állategészség-rendőri” feladatokat ellátó ügyosztályt hoznak létre: az állategészségügy önállósul.

#### 1888
1888: törvénycikk az állategészségügy rendezéséről

#### 1928
1928: Állategészségügyi Törvény és Állategészségügyi Szabályzat